# Angastaco
Angastaco är en ort i Argentina.   Den ligger i provinsen Salta, i den norra delen av landet, 1 200 kilometer nordväst om huvudstaden Buenos Aires. Angastaco ligger 1 966 meter över havet och antalet invånare är 881.
Terrängen runt Angastaco är huvudsakligen kuperad, men söderut är den bergig. Trakten runt Angastaco är nära nog obefolkad, med mindre än två invånare per kvadratkilometer.. Det finns inga andra samhällen i närheten.
Omgivningarna runt Angastaco är i huvudsak ett öppet busklandskap.